# Urothoe viswanathi
Urothoe viswanathi is een vlokreeftensoort uit de familie van de Urothoidae. De wetenschappelijke naam van de soort is voor het eerst geldig gepubliceerd in 1998 door Asari.